# Технічне завдання
Техні́чне завдання́ (ТЗ) (англ. Product Requirements Document; PRD) — документ, що встановлює основне призначення, показники якості, техніко-економічні та спеціальні вимоги до виробу, обсягу, стадії розроблення та складу конструкторської документації.
Технічне завдання є вихідним документом для проєктування споруди (архітектурного комплексу), конструювання технічного пристрою (приладу, машини тощо), розробки автоматизованої системи чи інформаційної системи, створення програмного продукту, проведення науково-дослідних робіт (НДР) і дослідно-конструкторських робіт (ДКР).
Технічне завдання на надання послуг встановлює основні вимоги до робіт в певній сфері діяльності, обов'язки замовника і виконавця, показники якості, терміни проведення і звітності та економічні показники послуг. Цей документ використовують окремо або у складі договору(контракту) на виконання робіт.
Наявність ТЗ зумовлена розподілом праці між/на стадіях (етапах) життєвого циклу виробу. Функції ТЗ може виконувати інший документ (договір, угода, контракт, протокол тощо), який містить необхідні та достатні вимоги для виконання роботи з відповідним об'єктом і визнаний сторонами такого документу.

## Вихідні дані для розробки ТЗ
При розробці технічного завдання використовуються такі інформаційні матеріали:
- науково-технічна інформація;
- патентна інформація;
- характеристика ринку збуту;
- характеристика виробництва (технологічна оснащеність, кваліфікація кадрів, технологічна дисципліна, рівень організації праці тощо), на якому виріб планується виготовляти.

При розробці технічного завдання на вироби підвищеної складності попередньо проробляється так званий аванпроєкт, який дозволяє попередньо поглиблено пропрацювати комплекс питань, що визначають необхідність та доцільність створення такого виробу. Розробка аванпроєкту повинна гарантувати можливість створення продукції, що відповідає за техніко-економічними показниками світовому рівню.

## Структура технічного завдання
Згідно з чинними стандартами ТЗ повинно включати в себе такі відомості про об'єкт розробки:
1. Найменування об'єкта розробки, та область застосування.
- повне найменування об'єкта та його умовне позначення,
- шифр теми або шифр (номер) договору,
- перелік документів, на підставі яких створюється проєкт, ким і коли затверджені ці документи,
- планові терміни початку та закінчення робіт із створення об'єкта.

2. Підстава для розробки та назва проєктної організації:
- найменування підприємств розробника і замовника системи та їхні реквізити;
- перелік юридичних та фінансових документів, на підставі яких створюється система, ким і коли затверджені ці документи;
- відомості про джерела та порядок фінансування робіт.

3. Мета розробки.
4. Джерела розробки.
Тут повинні бути перераховані документи та інформаційні матеріали (техніко-економічне обґрунтування, звіти про закінчені науково-дослідні роботи, інформаційні посилання на вітчизняні і зарубіжні аналоги та ін.), на підставі яких розроблялося ТЗ і які мають бути використані при створенні системи.
5. Технічні вимоги, які включають:
- склад об'єкта та вимоги до його конструктивного виконання;
- показники призначення та економічного використання сировини, матеріалів, палива і енергії;
- вимоги до надійності;
- вимоги до технологічності;
- вимоги до рівня уніфікації і стандартизації;
- вимоги безпеки при роботі обладнання;
- естетичні і ергономічні вимоги;
- вимоги до складових частин продукції, сировини і експлуатаційних матеріалів;
- вимоги патентної чистоти;
- вимоги експлуатації, вимоги до технічного обслуговування і ремонту;
- вимоги до категорії якості.

6. Економічні показники:
- гранична ціна;
- економічний ефект;
- термін окупності витрат на розробку і освоєння об'єкта;
- допустима річна потреба в об'єкті проєктування.

7. Порядок контролю і приймання об'єкта:
- види, склад, обсяг і методи випробувань системи та її складових частин (види випробувань відповідно до чинних норм, які поширюються на систему, що розробляється);
- загальні вимоги до приймання робіт (продукції) за стадіями (перелік учасників, місце і терміни проведення), порядок узгодження і затвердження приймальної документації;
- статус приймальної комісії.

## Нормативні документи
- ГОСТ 2.114-95 Единая система конструкторской документации. Технические условия. (рос.)
- ГОСТ 19.201-78 Единая система программной документации. Техническое задание. Требования к содержанию и оформлению. (рос.)
- ГОСТ 34.602-89 Информационная технология. Комплекс стандартов на автоматизированные системы. Техническое задание на создание автоматизированной системы. (рос.)
- ДСТУ 3973-2000 Система розроблення та поставлення продукції на виробництво. Правила виконання науково-дослідних робіт. Загальні положення
- ДСТУ 3974–2000 Система розроблення та поставлення продукції на виробництво. Правила виконання дослідно-конструкторських робіт. Загальні положення